# لوياليست (أونتاريو)
لوياليست، أونتاريو (بالإنجليزية: Loyalist) هي مدينة كندية تقع في مقاطعة أونتاريو. تبلغ مساحة هذه المدينة 340.0235 (كم²)، ويبلغ عدد سكانها 15062 نسمة حسب إحصاء سنة 2006 م، بينما كان يسكنها 14590 نسمة في سنة 2001 م. تحتل هذه المدينة المرتبة رقم 251 بين مدن كندا حسب عدد السكان والمرتبة رقم 97 في المقاطعة. نما عدد السكان في هذه المدينة بنسبة (3.2) بين العامين المذكورين.

## أعلام
- ألين إدوين تومسون
- صموئيل وود

## وصلات خارجية
- الأطلس الحكومي لكندا
- إحصاءات كندا مع ساعة تعداد السكان نسخة محفوظة 23 مارس 2008 على موقع واي باك مشين.